# 金子孚水
金子 孚水（かねこ ふすい、1897年（明治30年）5月6日 ‐ 1978年（昭和53年）5月31日）は、大正時代の浮世絵商、版元。葛飾北斎の研究で知られる。
本名は金子清次。「孚水」との号は、「浮世絵」の「浮」の字の偏と旁を分解したもので、清次が25歳ごろの、画家・小杉未醒による命名とされる。

## 来歴
1897年（明治30年）5月6日、山形県米沢市に七人兄弟の三男として生まれる。父は煙草製造業で、しばしば東京へ行っては、絵双紙や草双紙、錦絵の類を買って帰った。幼少期より絵画に親しみ、少年時代は画家になることを夢見たこともあったという。16歳で上京、兄が勤めていた浮世絵商の 酒井好古堂に「小僧」として入店。ここでの修業時代に浮世絵愛好家の小林文七の知遇を得、教えも受けるようになった。
1924年（大正13年）9月、 東京市本郷区湯島同朋町（2006年現在、文京区湯島3丁目）に「孚水画房」を開店、浮世絵商として独立。以後、東京市下谷区西黒門町（2006年現在、台東区上野1丁目）にも店舗を開設、 高橋弘明、山田馬助を絵師とする新版画を製作、版行していた。また、1932年（昭和7年）からは雑誌『孚水ぶんこ』を発刊していた。しかしながら、1934年（昭和9年）5月におこった贋作事件（春峯庵事件）に関与（逮捕、起訴され、有罪判決）、さらには1941年（昭和16年）の太平洋戦争開戦もあり、浮世絵商および版元としての活動は出来なくなった。1943年（昭和18年）3月には浮世絵研究会を発足させる。
孚水は1913年（大正2年）頃から、国立の浮世絵美術館創設を提唱、1937年（昭和12年）、独立奔走、議会に働きかけるも、支那事変勃発により、頓挫、第二次世界大戦後の平和な時代になっても計画の進展はみられず、「日本古美術保護協会」を結成しようと試みるも、政府筋の賛同が得られずに終わった。その後、水田三喜男に強く国立浮世絵美術館開設のことを訴えるも、結局、実現できずに終わった。一方で、定期的に浮世絵展を開催するなど、浮世絵の顕彰と保護に尽力した。
晩年は、ソ連、中国での「葛飾北斎」展の開催、長野県小布施町の北斎館開設への尽力のほか、葛飾北斎作品の紹介、再発掘、研究に励んだ。1978年5月31日に肝硬変により台東区の自宅において死去。

## 著作
- 『秘蔵版浮世絵　火の巻』緑園書房、1963年
- 『秘蔵版浮世絵Ⅱ　清信の春秋絵巻』緑園書房、1964年
- 『浮世絵肉筆画集』全3巻　緑園書房、1964年
- 『秘蔵版浮世絵Ⅱ　細田栄之　女護が島絵巻』緑園書房、1965年
- 『歌麿の歌まくら秘画帖』画文堂、1967年
- 『小林和作家蔵浮世絵肉筆名品画集』画文堂、1969年
- 『北斎と浪千鳥秘画帖』画文堂、1969年
- 『肉筆葛飾北斎』（監修）毎日新聞社、1975年
- 『肉筆浮世絵集成』全2巻（監修）毎日新聞社、1977年